# Metal alcalinoterroso
| Grupo   | 2     |
| Período |       |
| 2       | 4 Be  |
| 3       | 12 Mg |
| 4       | 20 Ca |
| 5       | 38 Sr |
| 6       | 56 Ba |
| 7       | 88 Ra |

A série química dos metais alcalinoterrosos (denominada de metais alcalinos-terrosos por livros mais antigos) são os elementos químicos do grupo 2 (antiga família 2A) da tabela periódica, sendo formada pelos seguintes elementos: Berílio (Be), Magnésio (Mg), Cálcio (Ca), Estrôncio (Sr), Bário (Ba) e Rádio (Ra), sendo este último um elemento que apresenta tempo de vida média muito curto. 

## Etimologia
O "alcalino-terroso" deriva da forma como eram nomeados seus óxidos. "Alcalino" se refere a observação de que quando solubilizados em água esses óxidos têm caráter básico; até mesmo os metais desse grupo por si mesmo são agentes redutores bem reativos, doando facilmente seus elétrons para outras substâncias que são, consequentemente, reduzidas. "Terroso" era um termo aplicado antes do século XIX por químicos para designar substâncias não metálicas, insolúveis em água e não alteradas pelo aquecimento; propriedades essas compartilhadas pelos óxidos desses elementos. A partir do início do séc XIX foi constatado com clareza que essas "terras" eram de fato óxidos, compostos por metal e oxigênio, passando, pois, a serem chamados "metais alcalino-terrosos".

## Características
Os elementos químicos dessa série apresentam as seguintes características:
- Possuem propriedades básicas (alcalinas);

- Apresentam eletronegatividade ≤ 1,3 (segundo a escala de Pauling). Este valor tende a crescer no grupo de baixo para cima;

- São metais de baixa densidade, coloridos e moles;

- Reagem com facilidade com halogênios para formar sais iônicos e com a água (ainda que não tão rapidamente como os metais alcalinos) para formar hidróxidos fortemente básicos;

- Todos são encontrados no estado sólido;

- Todos apresentam dois elétrons no seu último nível de energia (em subnível s) , com tendência a perdê-los transformando-se em cátions divalentes, Mg2+. Esta tendência em perder elétrons, denominada eletropositividade cresce no grupo de cima para baixo, sendo o menos eletropositivo, o berílio;
- A reatividade dos metais alcalino-terrosos tende a crescer no mesmo sentido.

- O número de oxidação é +2.